# 迭戈·菲格雷多
迭戈·菲格雷多（西班牙語：Diego Figueredo，1982年4月28日—），巴拉圭男子足球运动员，司职中场。他曾代表巴拉圭国奥队参加2004年夏季奥林匹克运动会足球比赛，获得一枚银牌。